# إينيلشيك
إينيلشيك (بالقيرغيزية: Эңилчек)‏ وهي قرية في مقاطعة إيسيك كول في قيرغيزستان. بلغ عدد سكانها حوالي (345) نسمة عام 2009. تقع القرية عند نقطة التقاء نهري أكسو وإينيلشيك. ومع إغلاق منجم القصدير، انخفض عدد السكان من (5,000) نسمة إلى أقل من 20 أسرة. وهي تقع على بداية واحد من أفضل الطرق الجيدة القليلة في جنوب شرق المقاطعة، وبالتالي كانت الوجهة المناسبة لمتسلقي الجبال والمتنزهين. ويعتبر الطريق غربا إلى أك-شياراك غير سالك منذ عام 2008 على الأقل. يقع نهر إينيلشيك الجليدي على بعد حوالي 50 كم شرق المدينة.